# Bonifác Buzek
Bonifác Buzek, křtěný Ignác Alois (31. ledna 1788 Příbor – 21. června 1839 Brno) byl český filosof, řeholník a učitel.

## Život
Vstoupil do piaristického řádu a postupně vyučoval na školách svého řeholního řádu v Čechách i na Moravě, a sice v Mostu, v Ostrově, na tereziánské akademii ve Vídni či mezi roky 1822 až 1826 v Litomyšli, kde ho nazývali „litomyšlským Bolzanem“. Následně přešel na Moravu do Příboru, kde byl činný v letech 1826 až 1829, pak do Kroměříže, Strážnice a nakonec mezi roky 1836 až 1839 do Mikulova. O Buzkově litomyšlském působení píše ve svých dílech U nás a Z mých pamětí český spisovatel Alois Jirásek.
Svými názory ovlivnil české buditele. Ve svých začátcích mezi ně patřil například František Matouš Klácel, jenž pak v prvotinách nazvaných Mostek aneb sestavení skromných myšlenek o tom, na čem každému záležeti má (z roku 1842) a Dobrověda (z roku 1847) shrnul Buzkovy filozofické názory.
Zemřel 21. června 1839 v Brně. Pohřben byl na starém brněnském městském hřbitově, jeho pohřeb byl významnou společenskou událostí. Po zrušení hřbitova byly jeho ostatky přeneseny nový ústřední hřbitov a pohřbeny ve společném hrobě.

## Filozofické bádání
Ve svém filozofickém rozvažování se Buzek zaměřil na etiku, která u něj vycházela z osvícenství a z jakobínského filozofického pohledu na cit. Vycházel z názoru existence vyššího duchovního světa, jenž představuje centrum všeho dění a jehož základním stavebním kamenem je svoboda, a to jak poznání, tak též svědomí. Proto Buzek podporoval rušení otroctví a nevolnictví a preferoval rovnost všech lidí před zákonem. Soudil, že hodnota každého je zakořeněna v charakteru a ne v hodnostech vnějšího prostředí.
Dle českého historika Miloše Trapla mělo být v Buzkově pozůstalosti několik filozofických rukopisů, jež se ovšem nepodařilo dohledat.